# Roella amplexicaulis
Roella amplexicaulis là loài thực vật có hoa trong họ Hoa chuông. Loài này được Dod miêu tả khoa học đầu tiên năm 1901.